# Quirine Lemoine
Quirine Lemoine (* 25. Dezember 1991 in Woerden) ist eine niederländische Tennisspielerin.

## Karriere
Lemoine, die im Alter von fünf Jahren mit dem Tennissport begann, bevorzugt Hartplätze. Sie spielt hauptsächlich auf Turnieren der ITF Women’s World Tennis Tour, bei der sie bereits 19 Einzel- und 27 Doppeltitel gewann. 2017 gewann sie ihren ersten Doppeltitel auf der WTA Tour in Båstad.
2018 spielte sie erstmals für das niederländische Fed-Cup-Team; wobei sie ihre beiden bisherigen Spiele verlor.

## Turniersiege

### Einzel
| Nr. | Datum              | Turnier      | Kategorie   | Belag             | Finalgegnerin              | Ergebnis      |
| --- | ------------------ | ------------ | ----------- | ----------------- | -------------------------- | ------------- |
| 1.  | 10. April 2011     | Antalya      | ITF $10.000 | Hartplatz         | Isabella Schinikowa        | 6:4, 6:2      |
| 2.  | 25. Februar 2012   | Helsingborg  | ITF $10.000 | Teppich (Halle)   | Eva Hrdinová               | 6:4, 6:4      |
| 3.  | 6. Mai 2012        | Edinburgh    | ITF $10.000 | Sand              | Elixane Lechemia           | 6:1, 6:0      |
| 4.  | 20. Mai 2012       | Istanbul     | ITF $10.000 | Sand              | Ani Amiraghjan             | 6:2, 7:65     |
| 5.  | 5. April 2014      | Manama       | ITF $10.000 | Hartplatz         | Fatma Al-Nabhani           | 4:6, 6:1, 6:2 |
| 6.  | 15. Juni 2014      | Amstelveen   | ITF $10.000 | Sand              | Bernarda Pera              | 2:6, 6:4, 6:2 |
| 7.  | 19. Juli 2014      | Knokke-Heist | ITF $10.000 | Hartplatz         | Kelly Versteeg             | 6:1, 6:0      |
| 8.  | 26. Juli 2014      | Maaseik      | ITF $10.000 | Sand              | Bernice van de Velde       | 6:1, 6:3      |
| 9.  | 31. August 2014    | Rotterdam    | ITF $10.000 | Sand              | Olga Sáez Larra            | 6:3, 3:6, 6:2 |
| 10. | 4. Juli 2015       | Zeeland      | ITF $15.000 | Sand              | Arantxa Rus                | 6:1, 6:2      |
| 11. | 26. Juni 2016      | Nieuwpoort   | ITF $10.000 | Sand              | Margot Yerolymos           | 6:4, 6:3      |
| 12. | 3. Juli 2016       | Middelburg   | ITF $25.000 | Sand              | Valentini Grammatikopoulou | 6:2, 7:5      |
| 13. | 25. September 2016 | Podgorica    | ITF $25.000 | Sand              | Paula Ormaechea            | 7:5, 6:1      |
| 14. | 20. November 2016  | Zawada       | ITF $25.000 | Teppich (Halle)   | Laura Schäder              | 3:6, 6:4, 7:5 |
| 15. | 24. Juni 2017      | Ystad        | ITF $25.000 | Sand              | Melanie Stokke             | 1:6, 6:4, 6:3 |
| 16. | 4. November 2018   | Toronto      | ITF $60.000 | Hartplatz (Halle) | Kateryna Koslowa           | 6:2, 6:3      |
| 17. | 27. Juni 2021      | Alkmaar      | ITF W15     | Sand              | Julija Awdejewa            | 7:66, 6:1     |
| 18. | 4. Juli 2021       | Den Haag     | ITF W25     | Sand              | Panna Udvardy              | 7:5, 6:3      |
| 19. | 11. Juli 2021      | Amstelveen   | ITF W60     | Sand              | Yana Morderger             | 7:5, 6:4      |

### Doppel
| Nr. | Datum              | Turnier                    | Kategorie         | Belag             | Partnerin                  | Finalgegnerinnen                            | Ergebnis           |
| --- | ------------------ | -------------------------- | ----------------- | ----------------- | -------------------------- | ------------------------------------------- | ------------------ |
| 1.  | 30. Juli 2009      | Bree                       | ITF $10.000       | Sand              | Kiki Bertens               | An-Sophie Mestach Demi Schuurs              | 6:1, 6:0           |
| 2.  | 30. August 2009    | Enschede                   | ITF $10.000       | Sand              | Sabine van der Sar         | Daniëlle Harmsen Kim Kilsdonk               | 6:2, 4:6, [10:8]   |
| 3.  | 22. August 2010    | Westende                   | ITF $10.000       | Hartplatz         | Demi Schuurs               | Irina Chromatschowa Alison Van Uytvanck     | 3:6, 6:4, [10:4]   |
| 4.  | 5. September 2010  | Middelburg                 | ITF $25.000       | Sand              | Sabine van der Sar         | Bernice van de Velde Angelique van der Meet | 6:1, 6:0           |
| 5.  | 2. Juli 2011       | Middelburg                 | ITF $25.000       | Sand              | Maryna Zanevska            | Julia Cohen Florencia Molinero              | 6:3, 6:4           |
| 6.  | 30. Oktober 2011   | Stockholm                  | ITF $10.000       | Hartplatz (Halle) | Lisanne van Riet           | Eleanor Dean Antonia Lottner                | 7:5, 6:1           |
| 7.  | 21. Januar 2012    | Sutton                     | ITF $10.000       | Hartplatz (Halle) | Amy Bowtell                | Elixane Lechemia Irina Ramialison           | 7:65, 6:3          |
| 8.  | 24. Februar 2012   | Helsingborg                | ITF $10.000       | Teppich (Halle)   | Amy Bowtell                | Matilda Hamlin Valeria Osadchenko           | 6:3, 6:4           |
| 9.  | 21. September 2013 | Pula                       | ITF $10.000       | Sand              | Gabriela van de Graaf      | Agata Barańska Pia König                    | 6:4, 6:710, [10:3] |
| 10. | 26. Oktober 2013   | Antalya                    | ITF $10.000       | Sand              | Gabriela van de Graaf      | Marie Benoit Kimberley Zimmermann           | 6:3, 0:6, [10:7]   |
| 11. | 3. Juli 2015       | Zeeland                    | ITF $15.000       | Sand              | Lesley Kerkhove            | Conny Perrin Aljona Sotnykowa               | 6:2, 3:6, [10:3]   |
| 12. | 21. August 2015    | Wanfercée-Baulet           | ITF $15.000       | Sand              | Eva Wacanno                | Elyne Boeykens Aleksandrina Najdenowa       | 2:6, 6:2, [10:6]   |
| 13. | 7. September 2015  | Alphen aan den Rijn        | ITF $25.000       | Sand              | Eva Wacanno                | Lesley Kerkhove Arantxa Rus                 | 3:6, 6:4, [10:7]   |
| 14. | 18. März 2016      | Orlando                    | ITF $10.000       | Sand              | Ulrikke Eikeri             | Ema Burgić Bucko Dia Ewtimowa               | 6:1, 6:3           |
| 15. | 2. Juli 2016       | Middelburg                 | ITF $25.000       | Sand              | Eva Wacanno                | Valentini Grammatikopoulou Julia Wachaczyk  | 6:3, 7:5           |
| 16. | 9. September 2016  | Sofia                      | ITF $25.000       | Sand              | Valentini Grammatikopoulou | Lina Gjorcheska Viktoriya Tomova            | 6:4, 4:6, [10:6]   |
| 17. | 23. September 2016 | Podgorica                  | ITF $25.000       | Sand              | Anita Husarić              | Ivana Jorović Xenia Knoll                   | 3:6, 6:4, [10:4]   |
| 18. | 30. Juli 2017      | Båstad                     | WTA International | Sand              | Arantxa Rus                | María Irigoyen Barbora Krejčíková           | 3:6, 6:3, [10:8]   |
| 19. | 17. August 2018    | Las Palmas de Gran Canaria | ITF $25.000       | Sand              | Eva Wacanno                | Emily Arbuthnott Mirjam Björklund           | 7:66, 6:1          |
| 20. | 19. Januar 2019    | Singapur                   | ITF W25           | Hartplatz         | Arantxa Rus                | Chen Pei-hsuan Wu Fang-hsien                | 6:2, 6:4           |
| 21. | 6. Juli 2019       | Den Haag                   | ITF W25           | Sand              | Valentini Grammatikopoulou | Gabriella Da Silva Fick Anna Klasen         | 6:2, 5:7, [10:3]   |
| 22. | 30. November 2019  | Antalya                    | ITF W15           | Hartplatz         | Gabriella Mujan            | Ioana Gașpar Nina Rudjukowa                 | 6:3, 6:4           |
| 23. | 30. Januar 2021    | Kairo                      | ITF W15           | Sand              | Gabriella Mujan            | Dea Herdželaš Anita Husarić                 | 4:6, 6:3, [10:6]   |
| 24. | 26. Juni 2021      | Alkmaar                    | ITF W15           | Sand              | Gabriella Mujan            | Eva Vedder Stéphanie Visscher               | 6:4, 6:1           |
| 25. | 10. Juli 2021      | Amstelveen                 | ITF W60           | Sand              | Suzan Lamens               | Amina Anschba Anastasia Dețiuc              | 6:4, 6:3           |
| 26. | 30. Oktober 2021   | Kirjat Motzkin             | ITF W25           | Hartplatz         | Eva Vedder                 | Maria Bondarenko Carole Monnet              | 6:0, 6:2           |
| 27. | 12. Februar 2022   | Porto                      | ITF W25           | Hartplatz (Halle) | Valentini Grammatikopoulou | Audrey Albié Léolia Jeanjean                | 6:2, 6:3           |
| 28. | 19. Februar 2022   | Porto                      | ITF W25           | Hartplatz (Halle) | Valentini Grammatikopoulou | Adrienn Nagy Prarthana Thombare             | 6:2, 6:0           |